# Pavillon de la Reine (Équemauville)
Le pavillon de la Reine est un édifice situé à Équemauville, en France.
Le monument est situé dans le département français du Calvados, à Équemauville, au lieu-dit la Coix-Rouge.

## Historique
L'édifice est daté de la 2e moitié du XVIIIe siècle.
Le corps de logis central et la décoration intérieure du salon sont classés au titre des Monuments historiques depuis le 17 août 1945.